# 1964 في إسرائيل
فيما يلي قوائم الأحداث التي وقعت خلال عام 1964 في إسرائيل.

## سياسة

### تعيين في المنصب
- 1 يناير – إسحاق رابين رئيس الأركان العامة (إسرائيل).
- 23 ديسمبر – اسحق رافائيل نائب لوزيرالصحة.
- 23 ديسمبر – شمعون بيريز Deputy Minister of Defense ‏.

### انتهاء فترة المنصب
- 4 نوفمبر – موشيه دايان وزير الزراعة والتنمية الريفية الإسرائيلي  [لغات أخرى]‏.
- 22 ديسمبر – اسحق رافائيل نائب لوزيرالصحة.
- 22 ديسمبر – شمعون بيريز Deputy Minister of Defense ‏.

## رياضة
- 1 يناير – كأس آسيا 1964

## مواليد

### يناير
- 1 يناير – افيف كوخافي
- 1 يناير – باسم عوض الله
- 1 يناير – شريف واكد فنان فلسطيني.
- 1 يناير – يؤاف مردخاي

### يوليو
- 16 يوليو – عايدة توما سليمان سياسي إسرائيلية.

### سبتمبر
- 23 سبتمبر – عليزا لافي سياسية إسرائيلية.

### نوفمبر
- 5 نوفمبر – حمد عمار سياسي إسرائيلي.
- 27 نوفمبر – رونيت القبص ممثلة إسرائيلية.